# Иван Котляревски
Иван Петрович Котляревски (на украински: Іва́н Петро́вич Котляре́вський е украински писател, поет, драматург, основател на съвременната украинска литература, обществен деятел.
Поддържа връзки с декабристите. Неговата поема „Енеида“ (1798) става първото произведение в украинската литература, което е написано на народен език.
Творчеството на Котляревски има основополагащо значение в историята на утвърждаването на новия украински литературен език. В условията, когато използването на всички видове староукраински писмен език постепенно спада, неговата поема „Енеида“, пиесите „Наталка Полтавка“ и „Москал-вълшебник“, са написани на основата на живия разговорен език и започват нов етап във формирането на литературния език.

## Биография
От 1780 до 1789 г. учи в духовна семинария. 1789 – 1793 работи на канцеларска длъжност, 1793 – 1796 е домашен учител в селски дворянски семейства.
1796 – 1808 е на военна служба в Сиверския карабинерски полк. През 1806 – 1807 Котляревски като щабскапитан взима участие в Руско-турската война, участва в обсадата на Измаил (град). През 1808 подава оставка и получава орден Света Анна.
През 1810 работи като възпитател в „Дом за възпитание на деца на бедни дворяни“.
През 1812 по времето на похода на Наполеон I Бонапарт към Руската империя, Котляревски, с разрешението на генерал-губернатора Я. Лобанов-Ростовски, сформира в град Горошин, Хоролски район в Полтавщина 5-и украински казашки полк (при условие че полкът ще бъде съхранен след завършването на войната като постоянна казашка войска), за което получава чин майор.
През 1817 – 1821 г. е директор на Полтавския свободен театър.
През 1818 г. заедно с В. Лукашевич, В. Тарновски и други влиза в състава на полтавската масонска ложа „Любов към истината“. Член на свободното дружество на любителите на росийската словесност от 1821 година. Според свидетелските показания на декабриста Муравйов-Апостол Матвий Иванович, които той дава по време на следствието по делото на декабристите, Котляревски е бил член на Малоросийското тайно дружество. Следственият комитет оставя това признание без внимание.
Котляревски помага при откупването от крепостно робство на известния драматичен актьор Михаил Шчепкин. През 1827 – 1835 г. е попечител на „богоугодни“ учреждения.
Умира и е погребан в Полтава.

### Литературна дейност
Котляревски е автор на поемата „Енеида“ (1798) в 3 части; през 1842 г. след смъртта му излиза пълното издание. Това е първото произведение в новата украинска литература, което е написано на народен език. Котляревски взима за основа сюжетната линия на едноименната поема на Вергилий и в традициите на украинската бурлеска създава свое оригинално художествено произведение. В поемата авторът пресъздава различни страни от живота на украинското общество през втората половина на 18 век. Националната окраска и съчувствието към съдбата на обикновения народ предизвикват огромен успех на „Енеида“ сред съвременниците. По мотиви от поемата са създадени операта „Еней на пътешествие“ (композитор Я. Лопатински) и „Енеида“ (композитор М. Лисенко, либрето М. Садовски).

#### Драматургия
През 1819 година Котляревски написва за Полтавския театър пиесата „Наталка Полтавка“ (отпечатана през 1838) и водевила „Москал-вълшебник“ (отпечатан през 1841), които полагат основата на новата украинска драматургия. Микола Лисенко създава операта „Наталка-Полтавка“ по произведението на Котляревски.
Характерни особености на драматургичното творчество на Иван Котляревски:
- неголям брой действащи лица;
- умело подбран конфликт;
- напрегнато и естествено развитие на сюжета;
- стройна композиция;
- органично вградени в текста песни;
- народен, индивидуализиран и изключително изразителен език;
- хумор;
- ясно изразени идеи;
- релефни изразителни образи.

### Почит
- През 1952 в Полтава е открит литературно-мемориален музей на Иван Котляревски.
- Къща музей И. П. Котляревски, Полтава, 2008
- През 1969 в Полтава на Иванова планина е открита къща музей на Иван Котляревски – мемориален комплекс на основата на къщата, където през 1769 година е роден и живял Иван Петрович Котляревски.

В много градове в Украйна (Киев, Полтава, Чернигив, Винниця, Хмелницки, Чернивци, Прилуки, Лубни, Бердичив и други) булеварди и улици носят името на поета.
В Полтава и Киев има паркове, наречени в чест на поета.
Много учебни заведения (училища, лицеи, вузове), учреждения на културата носят името на поета:
- Полтавски градски многопрофилен лицей № 1 „И. П. Котляревски“;
- Бендерска гимназия № 3 „И. П. Котляревски“;
- Гадяцке училище за култура „И. П. Котляревски“;
- Харкивски национален университет за изкуства „И. П. Котляревски“;
- Полтавска областна универсална научна библиотека „И. П. Котляревски“;
- Библиотека „И. П. Котляревски“ в Шевченкивски район на Киев;
- Кино „И. П. Котляревски“ (Полтава)

### Произведения
- „Енеїда“ (1798)
- „Москаль-чарівник“ (1819)
- „Наталка-Полтавка“ (1819)
- „Пісня на Новий 1805 год пану нашому і батьку князю Олексію Борисовичу Куракіну“
- Записи про перші дії російських військ у турецьку війну 1806 року (російською мовою)
- кантата „Малороссийский губернский общий хор“
- „Ода Сафо“ – переклад на російську мову
- Размышления на евангелие от Луки, переведенные с французского сочинения аббата Дюкеня